# Bottineau
Pour les articles homonymes, voir Bottineau (homonymie).
La ville de Bottineau est le siège du comté de Bottineau, dans l’État du Dakota du Nord, aux États-Unis. Sa population, qui s’élevait à 2 211 habitants lors du recensement de 2010, est estimée à 2 154 habitants en 2019.

## Géographie
La localité se trouve à 16 km au sud de la frontière entre le Canada et les États-Unis.

## Histoire

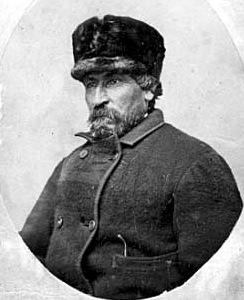
Pierre Bottineau

Fondée en 1887, la ville a été nommée d’après Pierre Bottineau (en) (c. 1814 - 1895), fils de Joseph Bottineau, trappeur franco-canadien. Chasseur et explorateur métis, grand voyageur, il accompagna les missions de reconnaissance et d'étude dans la région pour l'installation du chemin de fer. Il est mort le 26 juillet 1895.
La localité était d’abord située à quelque 2,50 km au nord de son emplacement actuel. La ville entière a été déplacée vers le sud en 1887 là où le Great Northern Railway installait des rails.

## Démographie
| Groupe            | Bottineau | Dakota du Nord | États-Unis |
| ----------------- | --------- | -------------- | ---------- |
| Blancs            | 92,4      | 90,0           | 72,4       |
| Amérindiens       | 4,1       | 5,4            | 0,9        |
| Métis             | 2,2       | 1,8            | 2,9        |
| Afro-Américains   | 0,7       | 1,2            | 12,6       |
| Asiatiques        | 0,5       | 1,0            | 4,8        |
| Autres            | 0,2       | 0,6            | 6,4        |
| Total             | 100       | 100            | 100        |
|                   |           |                |            |
| Latino-Américains | 1,4       | 2,0            | 16,7       |

Selon l’American Community Survey, pour la période 2011-2015, 97,63 % de la population âgée de plus de 5 ans déclare parler l’anglais à la maison, 0,84 % déclare parler l’espagnol, 0,51 % l’allemand et 1,02 % une autre langue.
| 1890 | 1900 | 1910  | 1920  | 1930  | 1940  |
| ---- | ---- | ----- | ----- | ----- | ----- |
| 145  | 888  | 1 331 | 1 172 | 1 322 | 1 739 |

| 1950  | 1960  | 1970  | 1980  | 1990  | 2000  |
| ----- | ----- | ----- | ----- | ----- | ----- |
| 2 268 | 2 613 | 2 760 | 2 829 | 2 598 | 2 336 |

| 2010  | - | - | - | - | - |
| ----- | - | - | - | - | - |
| 2 211 | - | - | - | - | - |

## Personnalité liée à la ville
Gary Dahl, inventeur des Pet Rocks, est né le 18 décembre 1936 à Bottineau.

## Médias
L’hebdomadaire The Bottineau Courant est publié dans la ville. Il a été fondé en 1885 par William Bickman, le premier numéro a été publié le 11 août 1885. Le journal s’est d’abord appelé The Pioneer. Il a été fondé quand Bottineau faisait partie du territoire du Dakota (quatre ans avant le territoire devienne un État). En 1895  J. C. Britton a acheté The Pioneer et a changé son nom en Bottineau Courant. Le titre paraît chaque mardi.

## Climat
Selon la classification de Köppen, Bottineau a un climat continental humide, abrégé Dfb.

## Galerie photographique

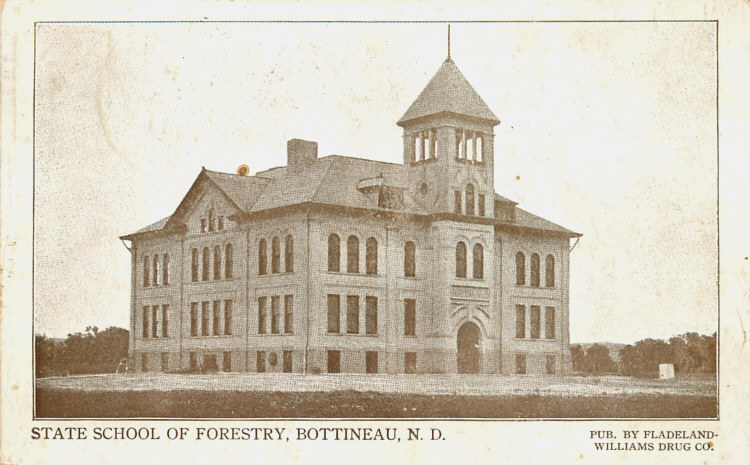
Le Dakota College, en 1911
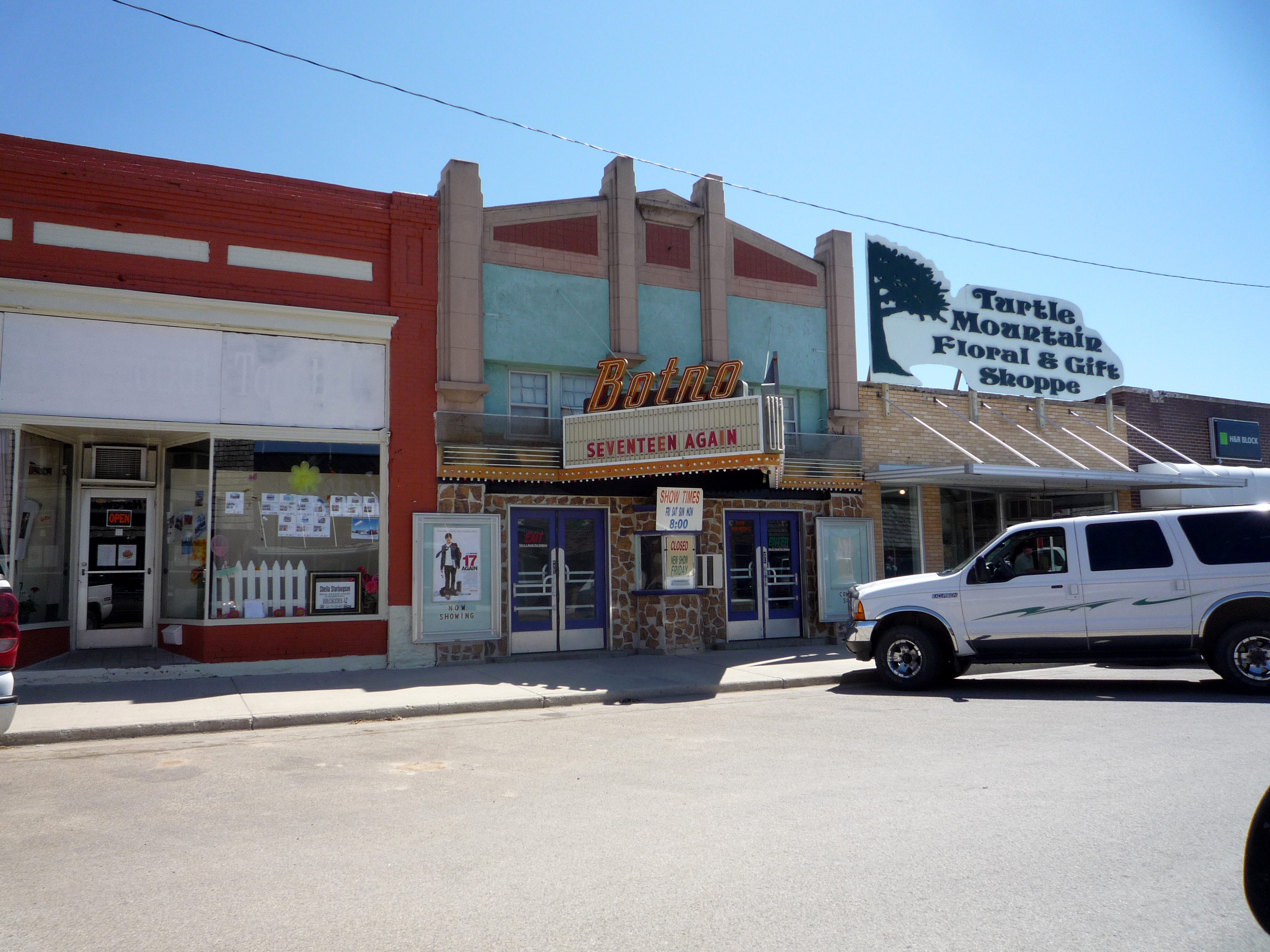
Le Botno, théâtre local. Son nom reflète la prononciation locale du nom de la ville